# Collo
Collo (en àrab: القل, en amazic: ⴽⵓⵍⵍⵓ), coneguda amb el nom de Chullu en l'Antiguitat, és una ciutat portuària, capital de la comuna de la wilaya de Skikda, que es troba a l'àrea del massís del Collo, al nord de Constantina, al nord-est d'Algèria, a uns 500 km a l'est d'Alger.
Fou un emplaçament comercial fenici, un port de Numídia i després romà; més tard, es va convertir en el port de Constantina sota els hammadites. Hui és un poble costaner d'uns 30.000 habitants (any 2008).(1)

## Geografia

### Situació

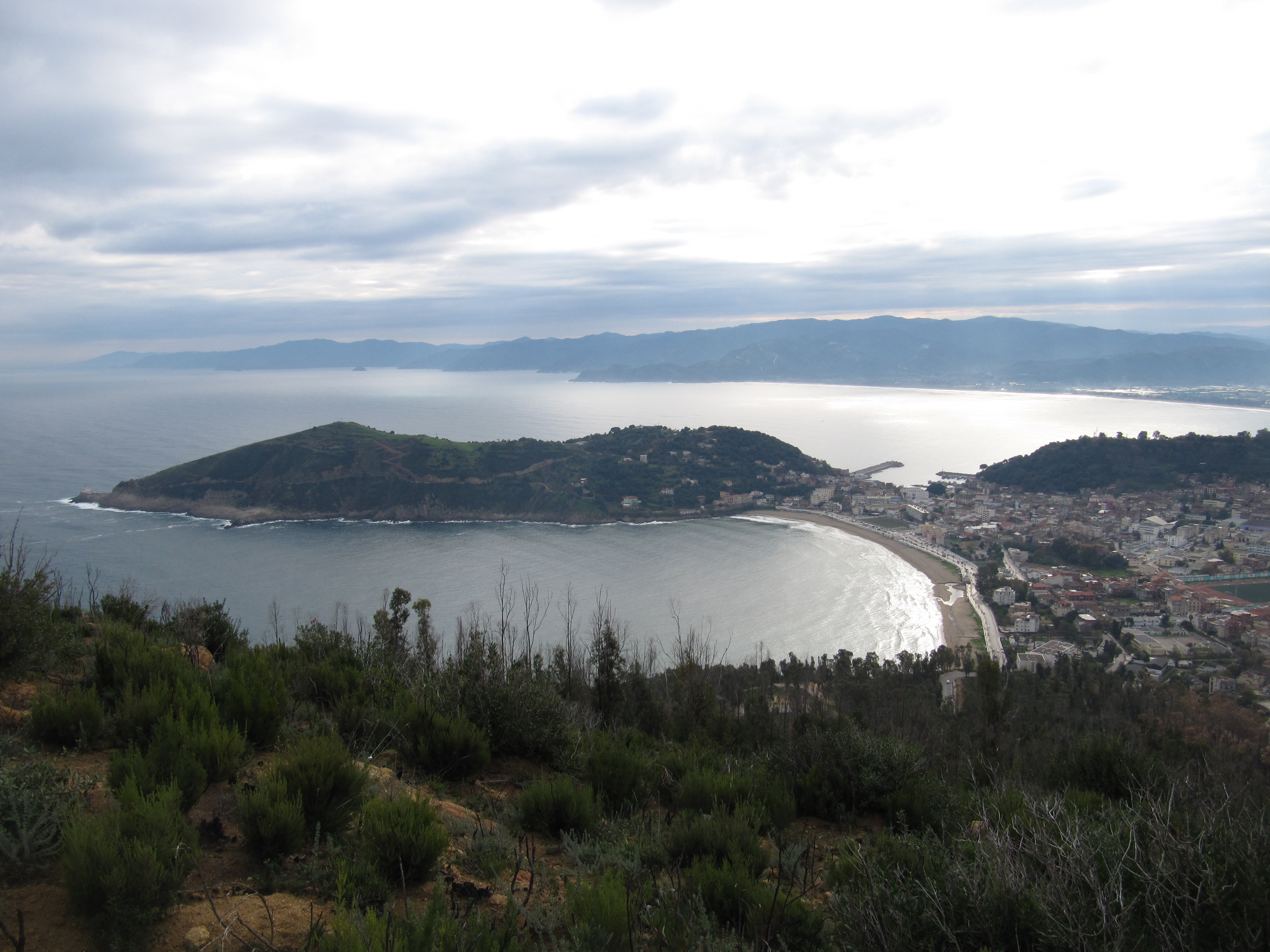
Península d'El-Djarda

Collo és al nord-est d'Algèria, a 70 km a l'oest de Skikda, a 100 km  al nord de Constantina i a 500 km a l'est d'Alger. Va créixer al fons de la badia de Collo, arrecerada del ponent per un penyal semicircular els cims boscosos del qual superen els 1.000 m d'altitud.
La ciutat es troba en una vall, a 20 m sobre el nivell del mar, que s'obri amb una platja d'arena fina en un port estret limitat a l'est per la península del Djarda i a l'oest pel massís del Collo. El port és als peus del vessant oriental de la península i està protegit del vent per un moll de 130 m.
El Cap Bougaroun és el punt del nord més avançat de tota la costa algeriana i és a uns 20 km a l'oest.

### Clima
El clima n'és mediterrani, suau a l'hivern i més calorós a l'estiu. Pel seu clima marí, la humitat és molt elevada, i les precipitacions són abundants a l'hivern. La insolació n'és de més de 3.000 hores a l'any, la temperatura mitjana n'és de 17,9°C i la precipitació mitjana anual d'uns 1.000 mm.
| Paràmetres climàtics mitjans de | Paràmetres climàtics mitjans de | Paràmetres climàtics mitjans de | Paràmetres climàtics mitjans de | Paràmetres climàtics mitjans de | Paràmetres climàtics mitjans de | Paràmetres climàtics mitjans de | Paràmetres climàtics mitjans de | Paràmetres climàtics mitjans de | Paràmetres climàtics mitjans de | Paràmetres climàtics mitjans de | Paràmetres climàtics mitjans de | Paràmetres climàtics mitjans de | Paràmetres climàtics mitjans de |
| Mes                             | Gen.                            | Feb.                            | Mar.                            | Abr.                            | Mai.                            | Jun.                            | Jul.                            | Ago.                            | Set.                            | Oct.                            | Nov.                            | Des.                            | Anual                           |
| ------------------------------- | ------------------------------- | ------------------------------- | ------------------------------- | ------------------------------- | ------------------------------- | ------------------------------- | ------------------------------- | ------------------------------- | ------------------------------- | ------------------------------- | ------------------------------- | ------------------------------- | ------------------------------- |
| Font: climate-data.org          |                                 |                                 |                                 |                                 |                                 |                                 |                                 |                                 |                                 |                                 |                                 |                                 |                                 |

### Vegetació

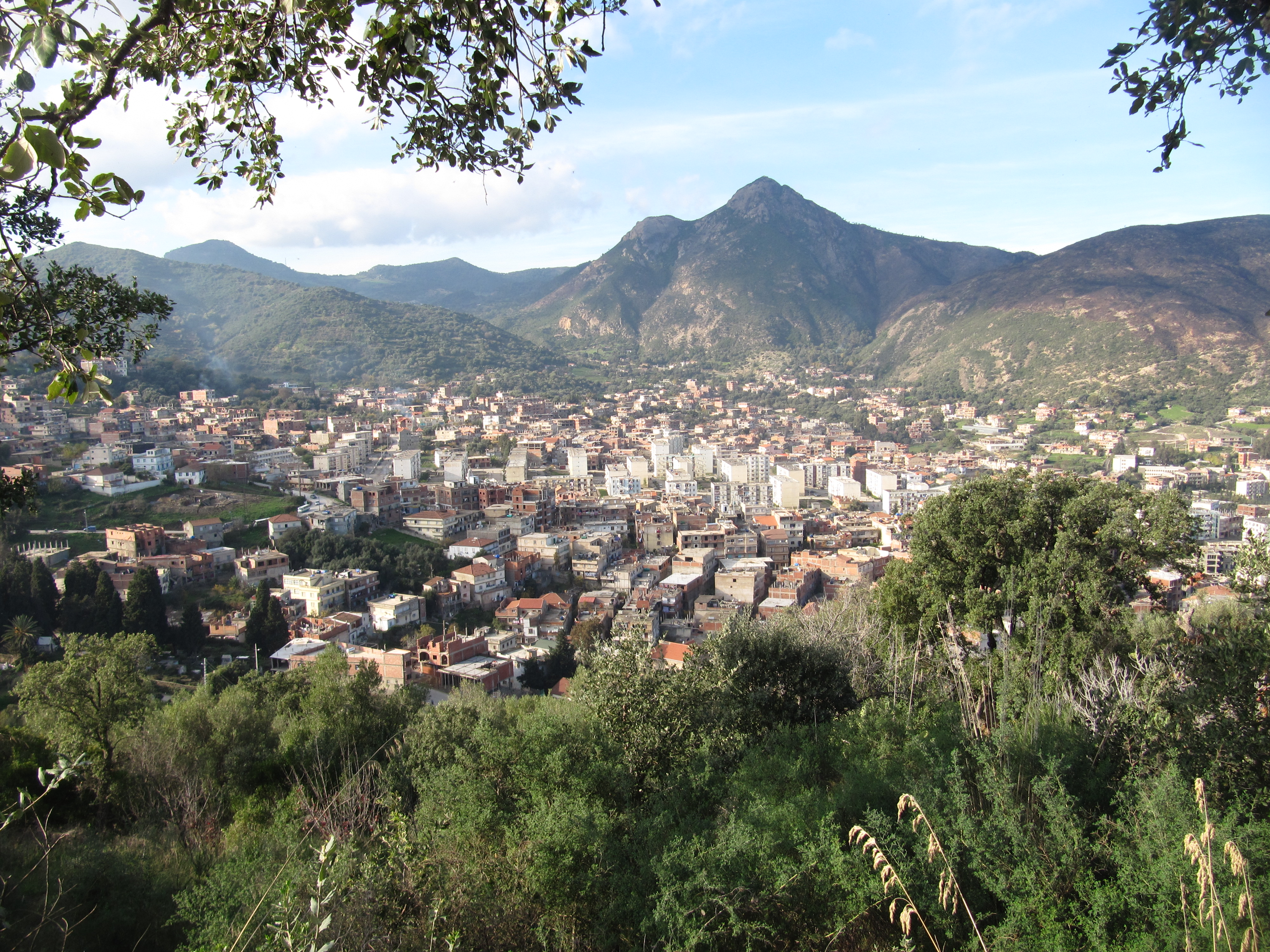
La ciutat està envoltada pel massís del Collo

La vegetació natural de la plana de Collo, en gran part desapareguda pels conreus (cítrics, oliveres, vinya) és el matoll mediterrani que també creix als primers vessants del Tell. A l'alta muntanya hi ha pi blanc, alzina surera i cedre; el massís forestal del Collo és molt boscós.

### Pobles del municipi
Quan es va crear l'any 1984, la comuna de Collo constava d'aquests pobles:
- Collo
- Aïn Zida
- Bouzouiten
- Bousselhane
- Ouled Mazouz
- Beni Said
- Dar Ameur
- village socialiste agricole
- Ramoul

## Toponímia
El nom àrab de Collo, El Qoll, és la forma arabitzada de l'antic fenici Chullu, pronunciat Kullu. En àrab, aquest nom es pot comparar amb qulla: cim, pic, punt més alt d'una muntanya.

## Història

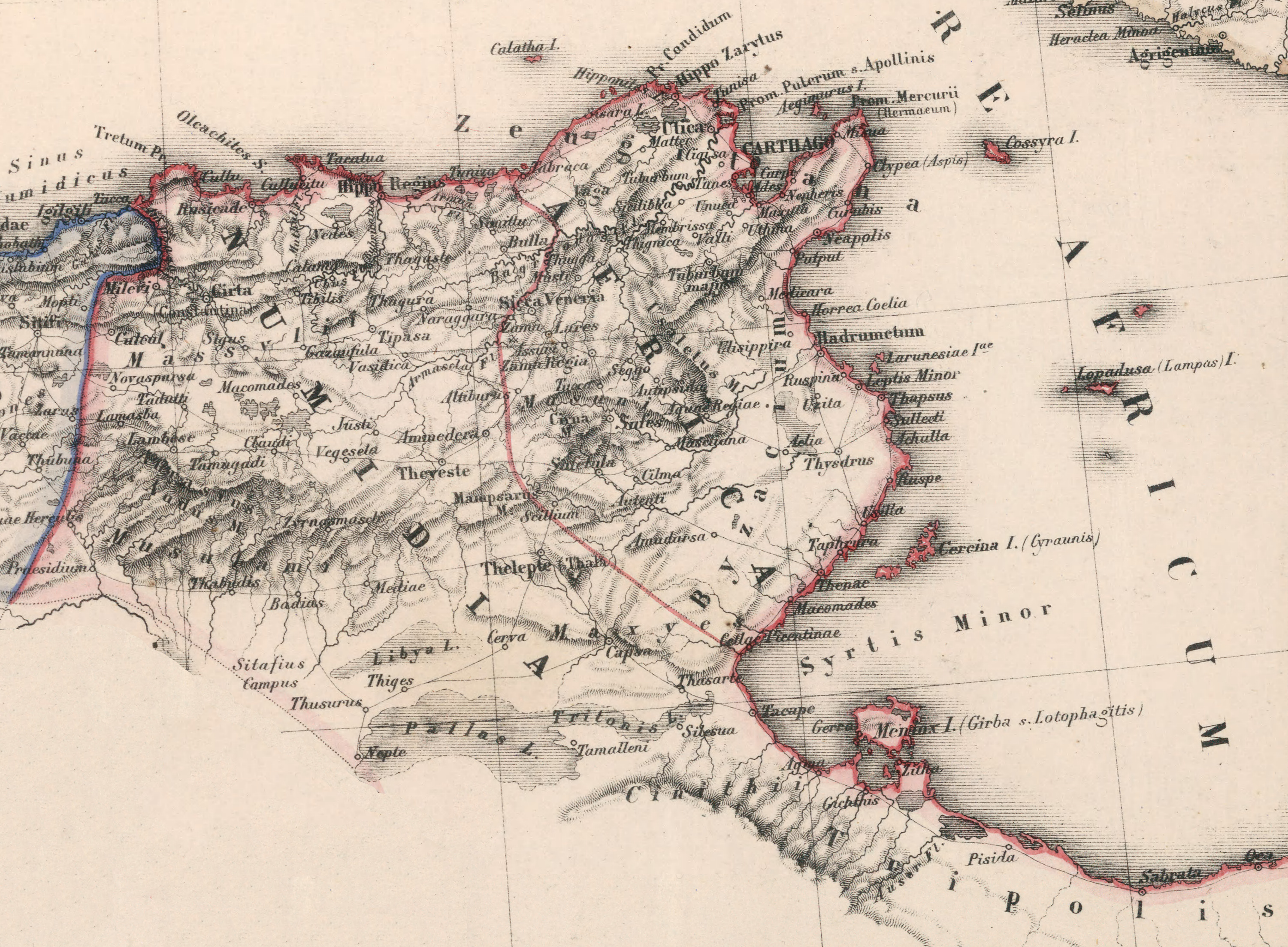
Mapa de la província romana de Numídia

### Període antic
L'àrea ha estat habitada des de la prehistòria. Collo era un lloc comercial fenici anomenat Chullu. La ciutat està testimoniada des del segle V abans de la nostra era. Aleshores esdevingué un port númida amb què el rei Boccus I va lliurar el seu gendre, Jugurta, als romans l'any 106 ae. Segons Plini el Vell, era la segona ciutat númida després de Cirta.
Després de l'annexió de Numídia, la ciutat fou una colònia romana sota Trajà, que va crear la confederació Cirteana, anomenada Respublica IV coloniarum, una mena de confederació de quatre ciutats de Numídia: Cirta al capdavant, Chullu, Mila i Skikda. La confederació es va dissoldre a la segona meitat del segle III.
Collo és el Chulli Municipium d'Antoní Pius, conegut per la seua tintura, els teixits morats, els cuirs i les fustes de construcció. Fou llavors seu d'un bisbat. Després del tractat del 442, estigué sota domini dels vàndals. La ciutat fou arrasada en aquest moment segons uns pels vàndals, segons altres per un terratrèmol.

### Islam

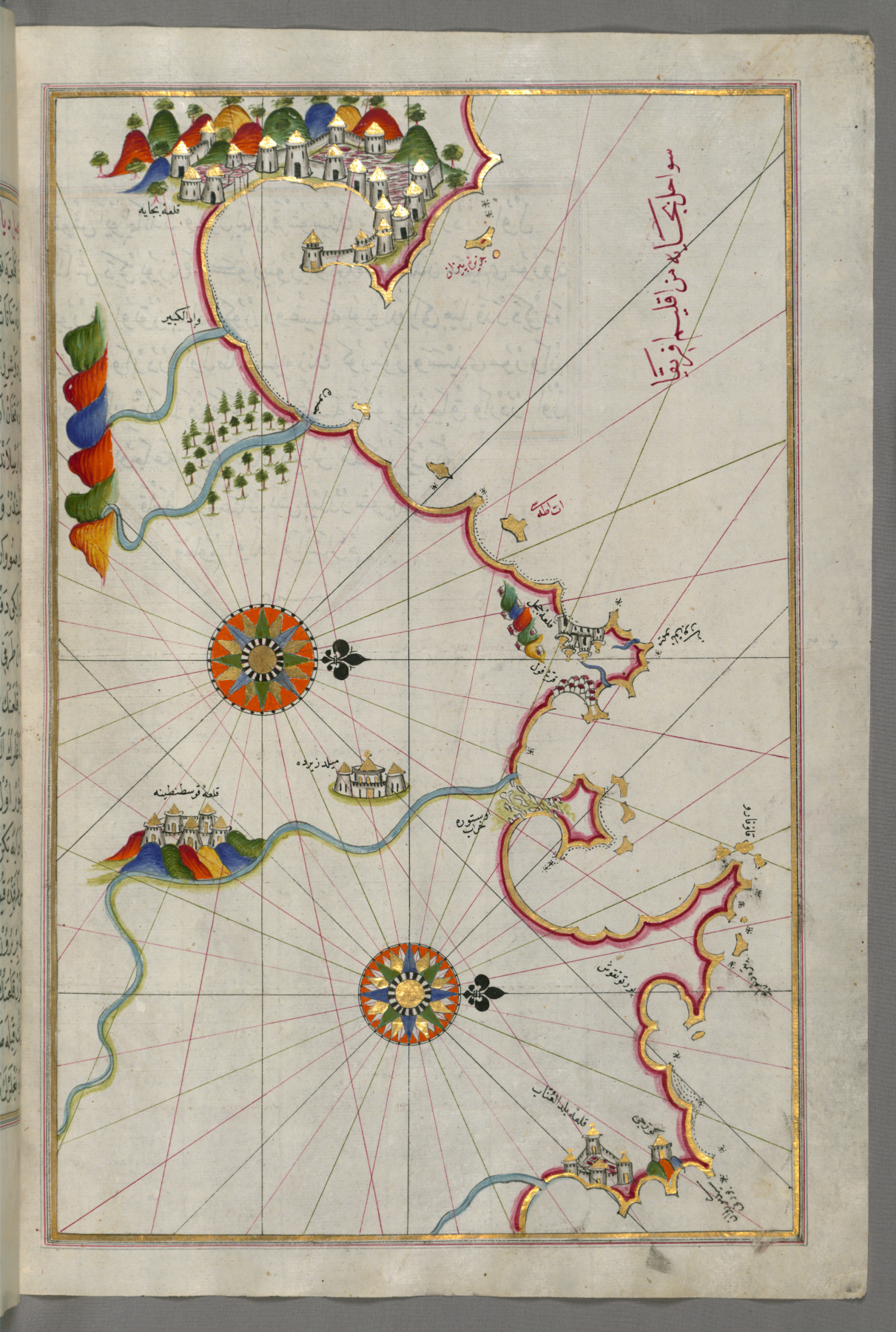
Mapa de Piri Reis en què es veu Collo a la regió costanera central de Constantina, a prop de Gíger

En arribar a la regió, els àrabs van trobar una ciutat en ruïnes, però la van reconstruir les tribus amazigues de la regió. Marsa el Kol dels Àrabs, habitada pels kutames, va servir de port per a Constantina sota els Banu Hammad al segle XI, fins a l'ocupació francesa del 1843. Als segles XIII i XIV, genovesos i pisans hi comerciaven amb cuirs, cereals i cera.
A la fi del segle XIII, el rei Pere el Gran va desembarcar a Collo, amb la intenció de donar suport al governador de Constantina, Ibn El Wazir, que s'havia aixecat contra Hàfsida (Tunis) el 1282. Però hi arribà tard, Constantina ja era presa per l'emir de Bugia i el seu aliat va ser decapitat. Aquesta expedició només havia estat un pretext, l'objectiu real era apoderar-se de Sicília, que acabava de rebutjar la dominació angevina (d'Anjou).
Al segle XVI, Khair ed-Din Barba-rossa s'hi va establir per defensar la ciutat contra l'amenaça espanyola. Durant el període otomà de regència, Collo estava unit al Beylik de l'Est. En fou una de les concessions, renovada no pas sense discussions. Els comerciants francesos tenien dret d'establir-s'hi i muntar botigues. Aquest comerç és confiat a la Royal African Company. El 1820, els habitants expulsen els turcs i tanquen el comerç francés.
Luis de Mármol Carvajal va escriure en aquesta època: « La gent (del Qoll) és cortés i civil; hi anem a comprar cera, cuir i altres mercaderies […] Els habitants antigament mantenien la llibertat i eren prou poderosos per a defensar-se dels reis de Tunis i dels senyors de Constantina. No hi havia pas ciutat més rica ni més segura que aquesta, perquè tenia 10.000 combatents.»
Etnogràficament, a la fi del període otomà, la regió de Collo estava formada per tribus independents, però unides, d'origen amazic. Van rebutjar qualsevol mena de submissió i lluitaren contra els turcs a Oued Zehour l'any 1804, en què el bei Osman mor. Collo és una de les petites ciutats costaneres de l'Algèria precolonial com Tenes i Dellys.

### Període colonial

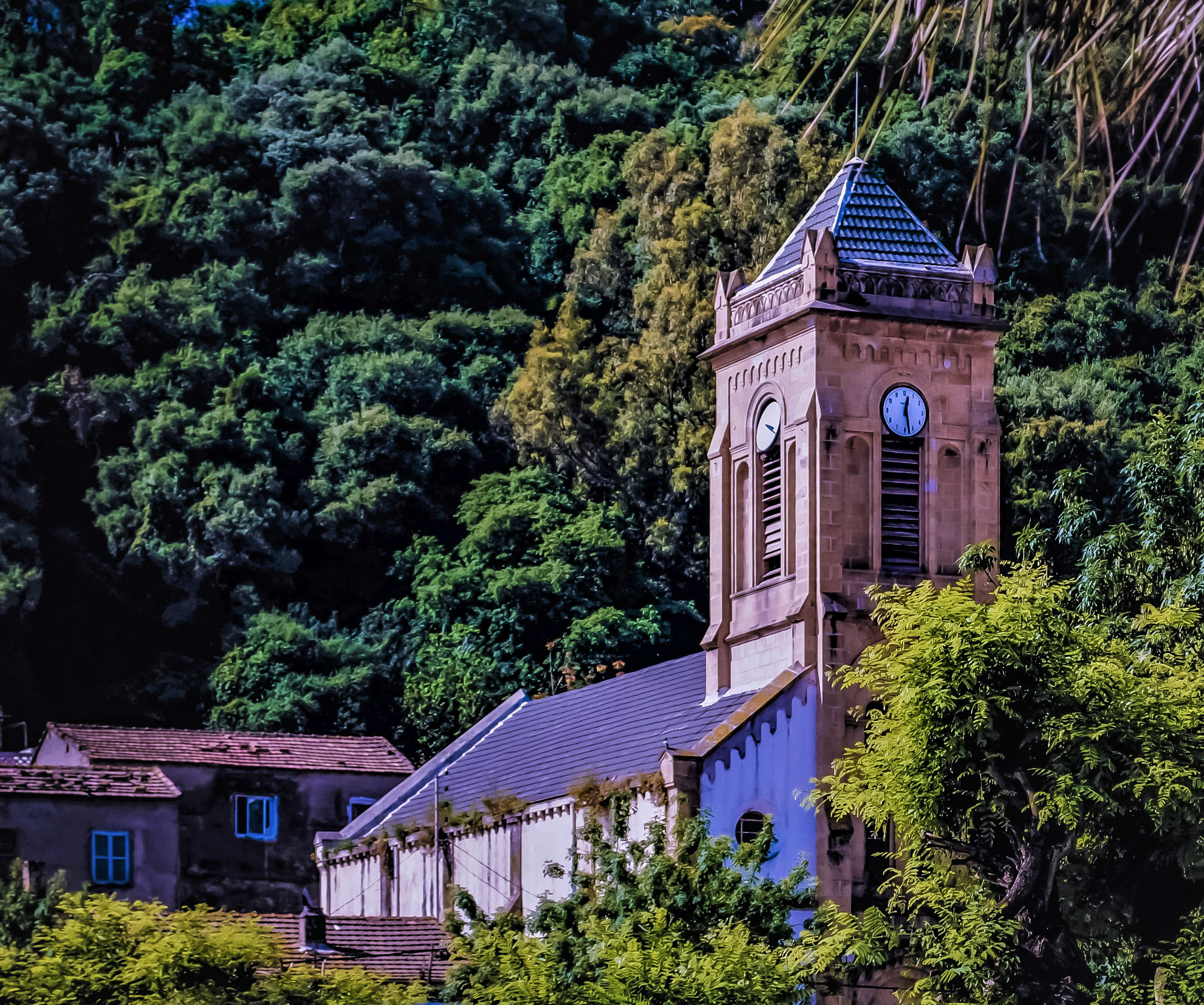
Església d'època colonial a Collo

Collo pogué repel·lir els atacs de l'exèrcit francés durant uns anys. És ocupada pels francesos, però, després d'una forta resistència al voltant dels xeics Zeghoud, Messaoud Benmansour i Mohamed Benabdellah, i la seua població, minvada a 500 habitants, vivia en la pobresa. A instigació de Bou Bagheriche, de sobrenom el Soldà de la muntanya, es va aixecar el 1846. L'any següent, Xerif Mohamed Benabdellah es va rebel·lar, però la revolta va ser reprimida pel general Herbillon. El 1848, els Achache van atacar una columna francesa i van ocupar la ciutat, forçant els francesos a arribar a Skikda per mar.
Una gran expedició contra les tribus de la regió, la va dirigir el 1852 el comandant de la província de Constantina. Hi esclaten noves revoltes el 1856 i el 1858, durament reprimides. El 1870, la insurrecció del xeic El Mokrani enfonsà Collo de nou en la rebel·lió.
Durant la Guerra d'Algèria, la zona de Collo fou un reducte de Willaya II. Durant l'aixecament del 20 d'agost del 1955, el massís del Collo entrà en guerra. La gendarmeria de Collo fou atacada i el comandant francés fou assassinat. En vigílies de la independència, Collo tenia 6.941 habitants.

## Administració

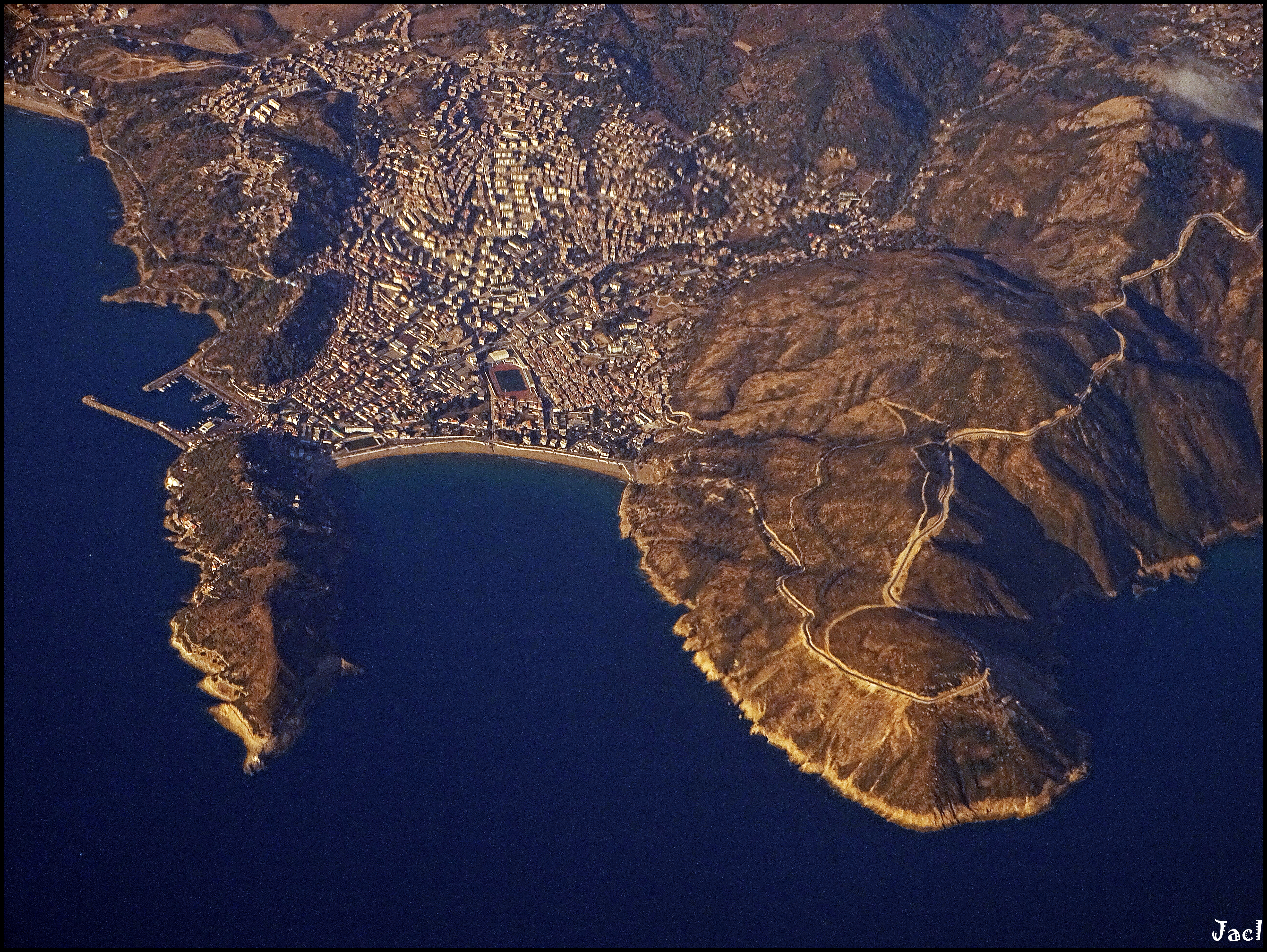
Vista aèria de Collo

Collo és la seu d'una comuna de la wilaya (província) de Skikda, que també engloba les ciutats d'Ouled Maazouz, Beni Saïd i Ramoul Abdelaziz. També és la capital de Daira.
Sota el Govern colonial francés, la ciutat va ser un annex de Philippeville (Skikda) abans de convertir-se en una comuna de ple dret el 1870 del departament de Constantina, llavors capital de la comuna mixta del mateix nom des del 1874.(1)

## Demografia
Segons el cens del 2008, la població del municipi de Collo es calcula en 35.682 habitants enfront dels 31.480 habitants de l'any 1998, dels quals 29.354 vivien a la capital.

És la cinquena comuna més poblada de la wilaya de Skikda, i la quarta ciutat més gran.
| 1977  | 1998  | 2008  |
| ----- | ----- | ----- |
| 12408 | 27774 | 29354 |

## Economia

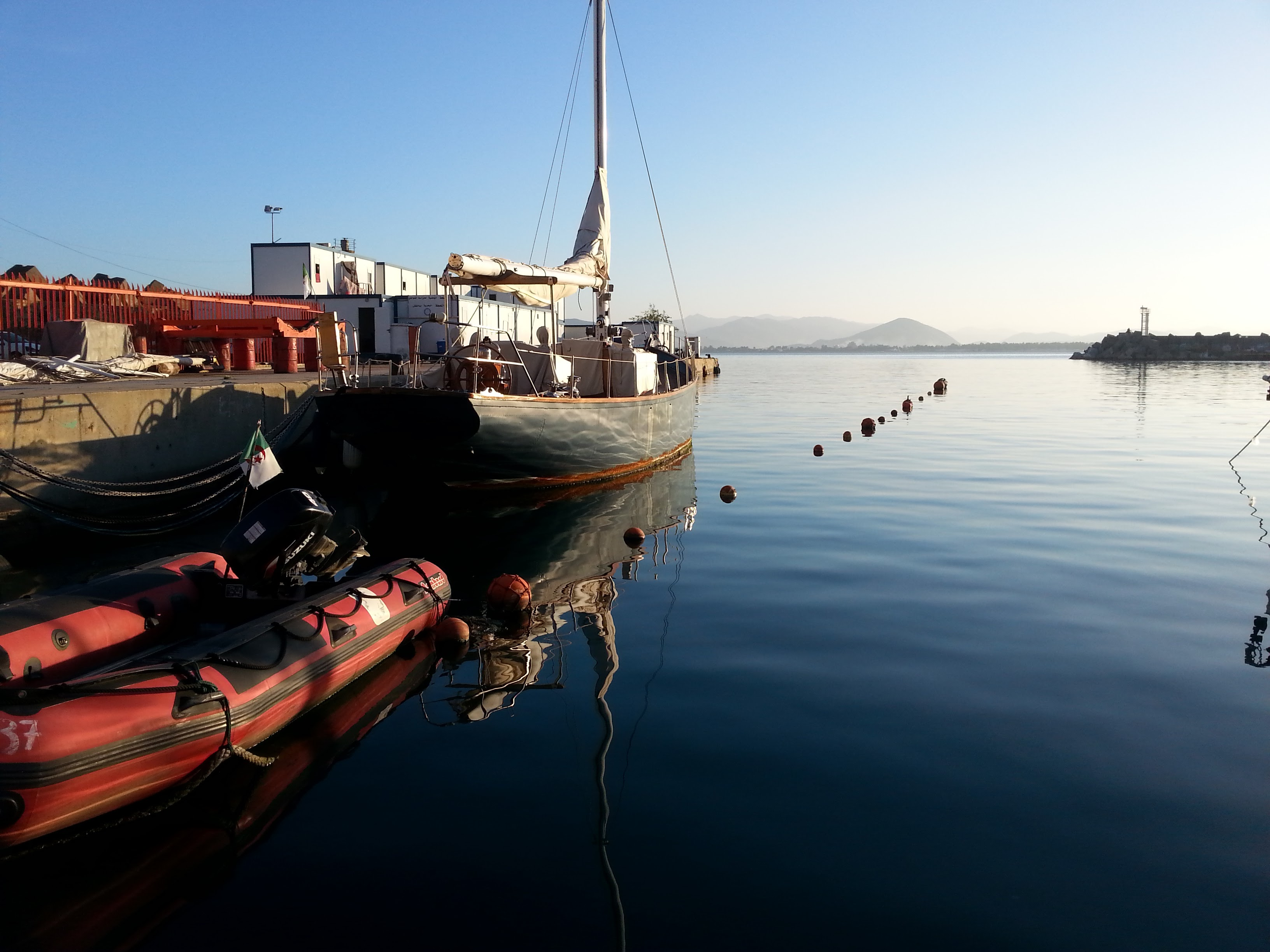
Port de Collo

La zona de Collo té els seus recursos gràcies a la pesca i la comercialització i transformació del peix (sobretot sardines i anxoves), el turisme de mar i la producció de suro.(7)
Collo esdevé turístic a l'estiu, gràcies a les seues platges d'arena fina i properes a la muntanya. La ciutat té rutes per caminar fins a la península del Djerda.(3)

## Patrimoni
L'any 2004, es van descobrir tres dòlmens del 3000 abans de la nostra era al bosc d'Affelkoun. Hi queden algunes restes fenícies, en particular tombes, descobertes l'any 1927 en un lloc anomenat Redjal El Koudiat.
Collo té importants restes romanes i altres troballes relacionades amb els cultes amazics i númides: caps, estoigs de marbre, medalles, mosaics i monedes.
El Mausoleu de Sidi Achour domina la ciutat a una altitud de 540 metres. La construcció data del segle xviii, la tomba devia ser d'un imam de Tlemcen anomenat Achour Ben Mohamed Tlemçani. Hui en dia està en ruïnes després de ser abandonat als anys 1990.

La Mesquita de Sidi Ali El Kébir s'edificà al 1756. La construcció s'atribueix a Ahmed Bey el Kolli, i fou classificada Monument històric el 1994. L'església de Sant Andreu també va ser inclosa en l'inventari de llocs i monuments classificats com a patrimoni algerià. 

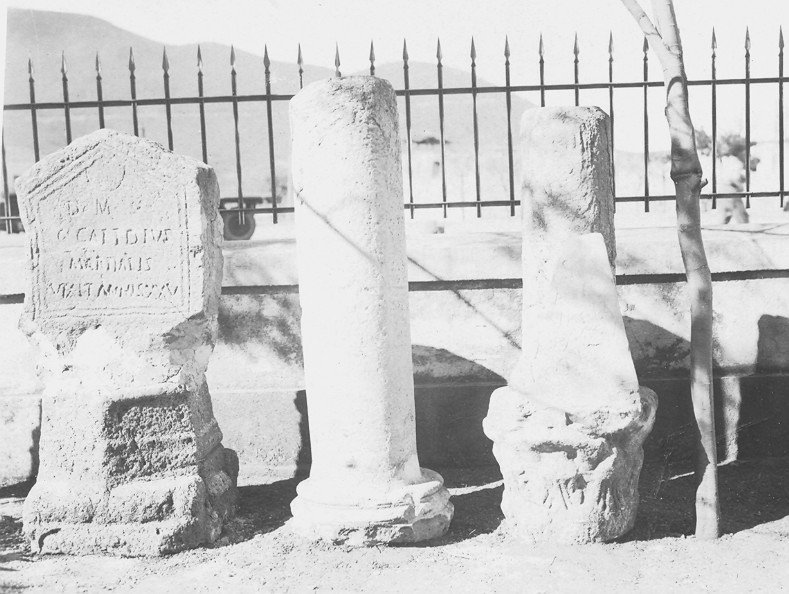
Restes romanes
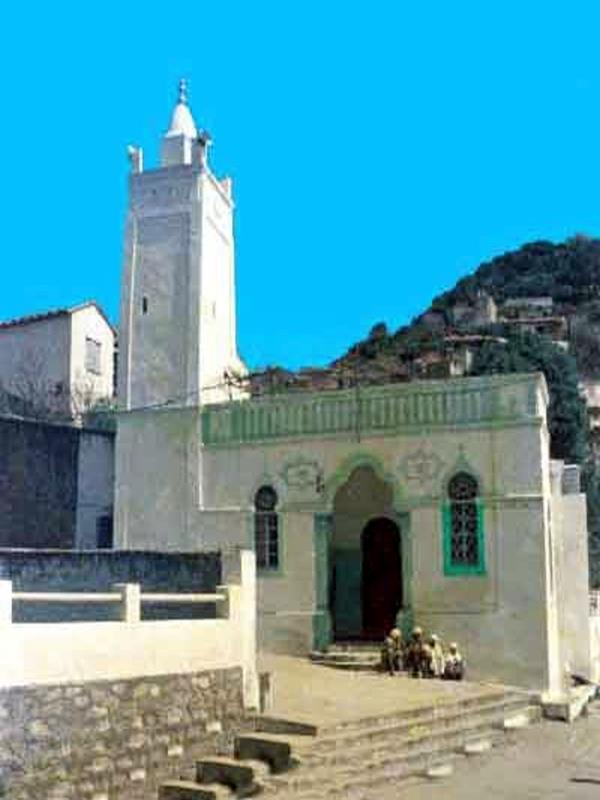
Mesquita de Sidi Ali El Kébir
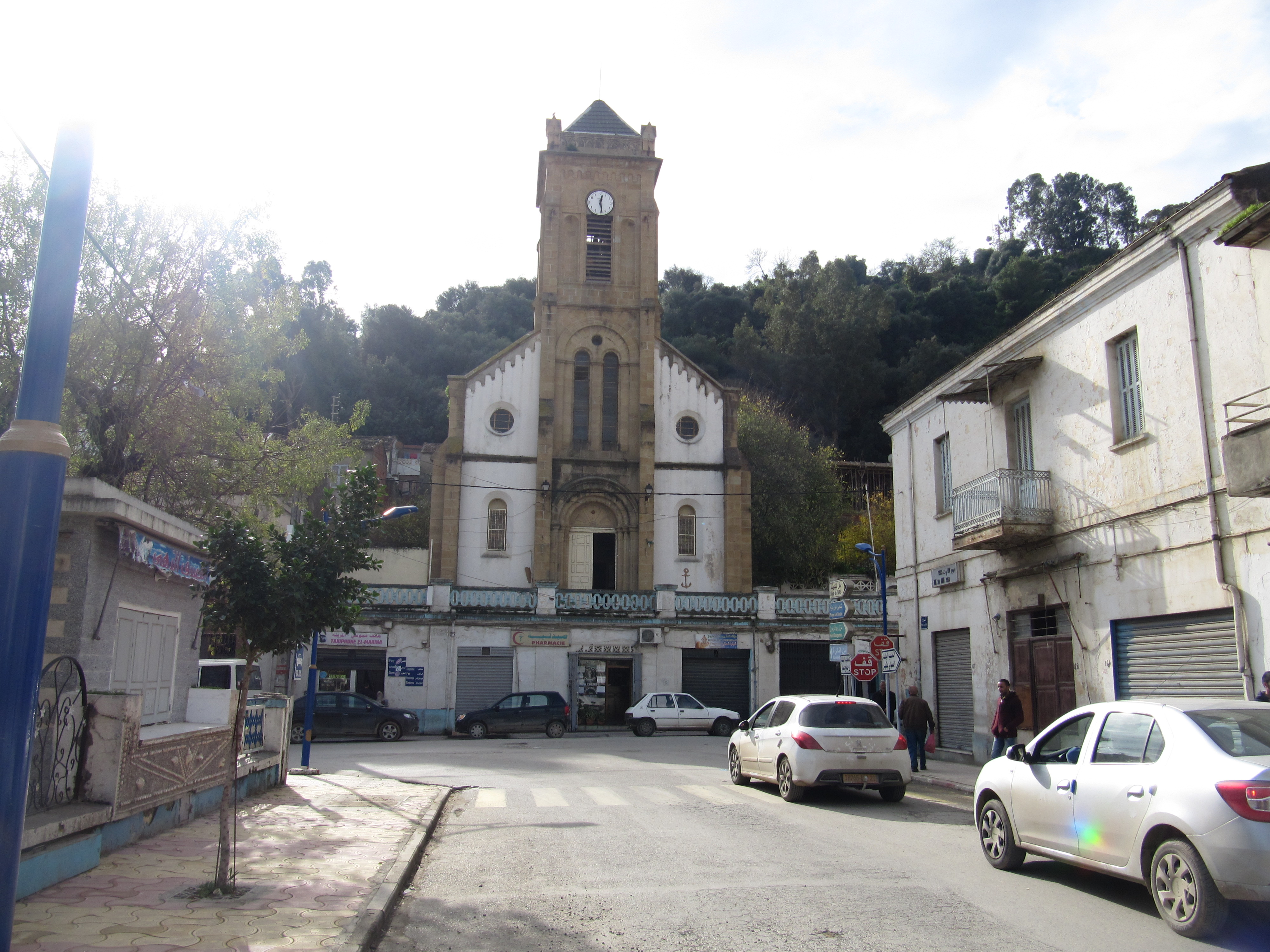
Església de Sant Andreu

## Cuina
Hi ha uns quants plats propis del poble de Collo. Sovint elaborades amb marisc i peix amb espècies, les sardines són el peix més emprat en aquesta cuina. També n'hi ha varietats de pasta tradicional.(1)

## Personalitats nascudes al municipi
- Roger Limouse (1894-1989), pintor,
- Abdelkader Bennikous (1923-1992), polític algerià,
- Mouloud Belaouane, activista i polític independentista algerià (1928),
- Lamine Khene (1931), activista i polític nacionalista,
- Abderrezak Bouhara (1934-2013), activista i polític nacionalista,
- Nabile Farès (1942-2016), escriptor i poeta,
- Yacine Babouche, futbolista, (1978).